# Terezjańska Akademia Wojskowa

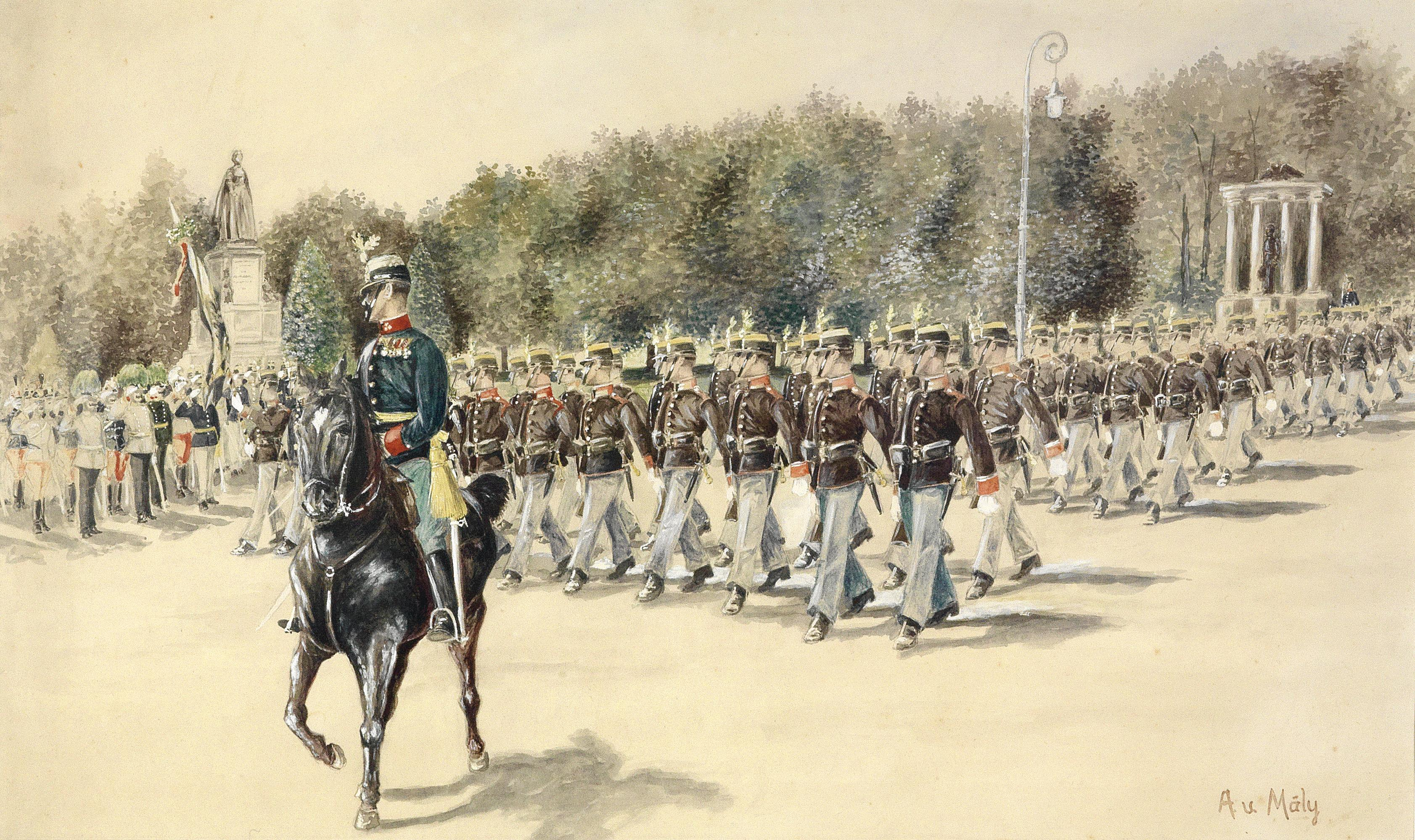
Defilada słuchaczy akademii

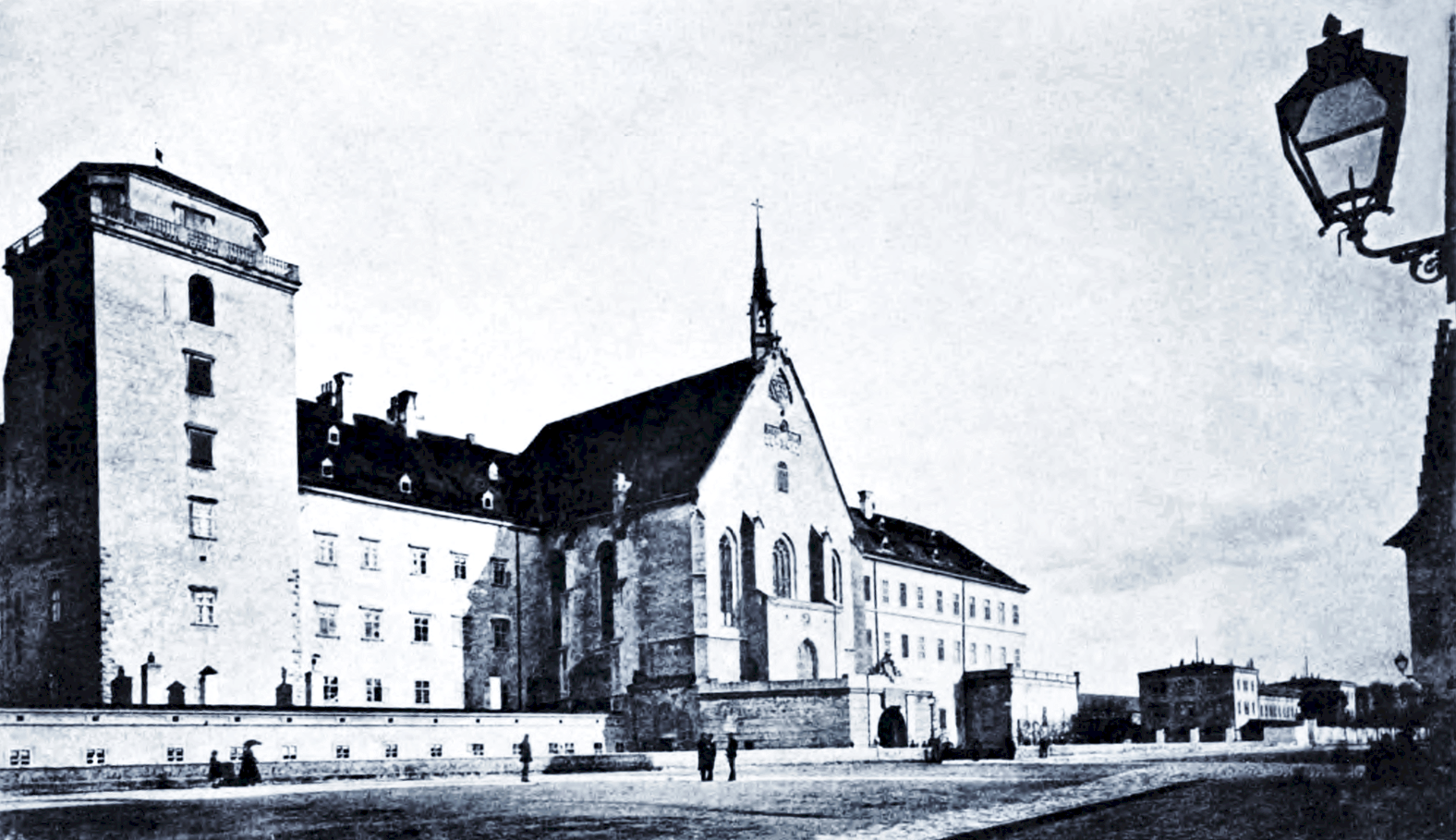
Siedziba akademii w 1870

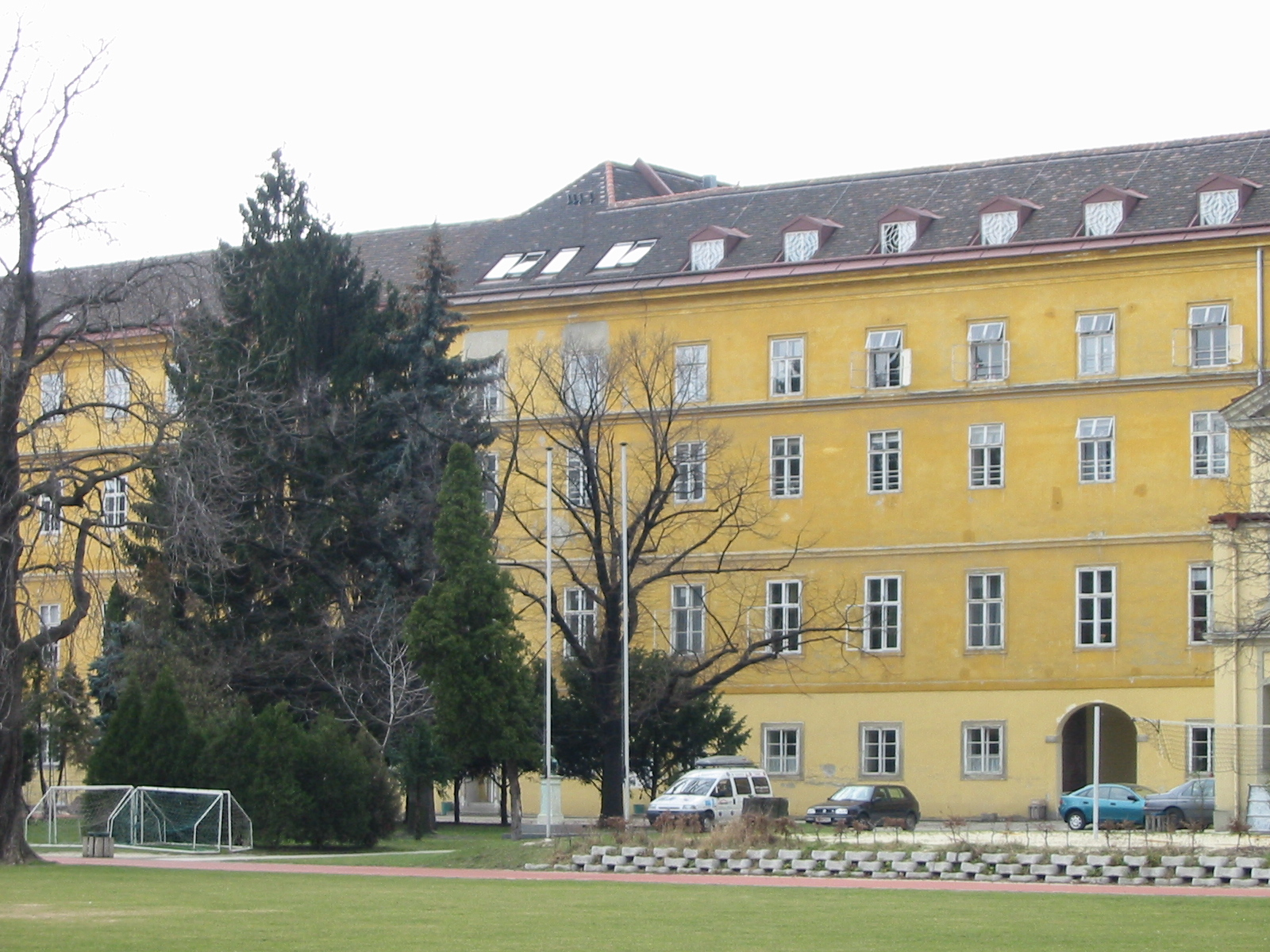
Budynek Theresianum

Terezjańska Akademia Wojskowa – austriacka akademia wojskowa, utworzona 14 grudnia 1751 w Wiener Neustadt przez cesarzową Marię Teresę, działająca do czasów współczesnych.
Uczelnia ma siedzibę na zamku Wiener Neustadt.

## Komendanci
- gen. mjr Rudolf Towarek (1934–1938)

## Absolwenci uczelni
- Maximilian de Angelis
- Ludwig von Benedek
- Eduard von Böhm-Ermolli
- Victor Dankl – generał pułkownik c. i k. armii
- August von Fligely
- Gordon Gollob
- Karl Georg Huyn
- Franz Conrad von Hötzendorf – feldmarszałek c. i k. armii, szef Sztabu Generalnego
- Józef Ferdynand – arcyksiążę, generał pułkownik c. i k. armii
- Mansuet Kosel
- Erwin Lahousen
- Frank Linke-Crawford
- Anton Lipoščak – generał piechoty c. i k. armii, generał-gubernator w Lublinie
- Alexander Löhr
- Julius von Payer – porucznik c. i k. armii, badacz polarny
- Leonard Petelenz
- Karl Pflanzer-Baltin
- Joseph Radetzky
- Lothar Rendulic
- Franz Rohr von Denta
- Ferenc Szálasi
- Rudolf Towarek
- Abbas II Hilmi – ostatni kedyw Egiptu[1]

### Polacy
- Henryk Brzezowski
- Józef Czikel
- Eugeniusz Dąbrowiecki
- Edward Jełowicki
- Filip Kochański
- Adam Korytowski
- Gwido Karol Langer
- Ignacy Hilary Ledóchowski
- Włodzimierz Ledóchowski
- Wiktor Ludwikowski
- Tadeusz Machalski
- Valerian Mikulicz-Radecki
- Oktaw Pietruski
- Jan Władysław Rozwadowski
- Ludwik Schweizer
- Rudolf Sieczyński
- Edward Strawiński
- Juliusz Twardowski
- Kazimierz Twardowski
- Józef Witoszyński
- Wacław Zaleski
- Antoni Zawadzki
- Tadeusz Rozwadowski